# 2023 у Черкаській області
Стаття про головні події Черкаської області у 2023 році.

## Ювілеї

### Річниці заснування, утворення
- 100 років від часу заснування Корсунь-Шевченківського педагогічного коледжу ім. Т. Г. Шевченка.
- 100 років від часу заснування Канівського природного заповідника.
- 50 років від часу заснування Академії пожежної безпеки імені Героїв Чорнобиля.

## Події

### Російське вторгнення в Україну

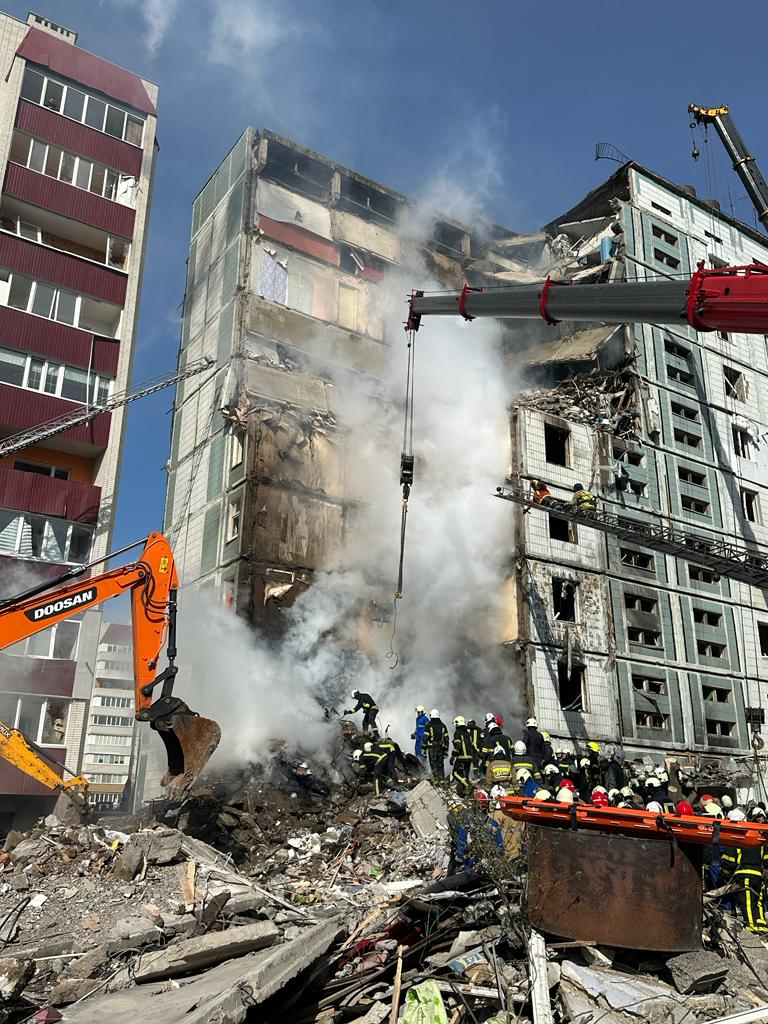
Наслідки ракетного удару по м. Умань 28.04.2023

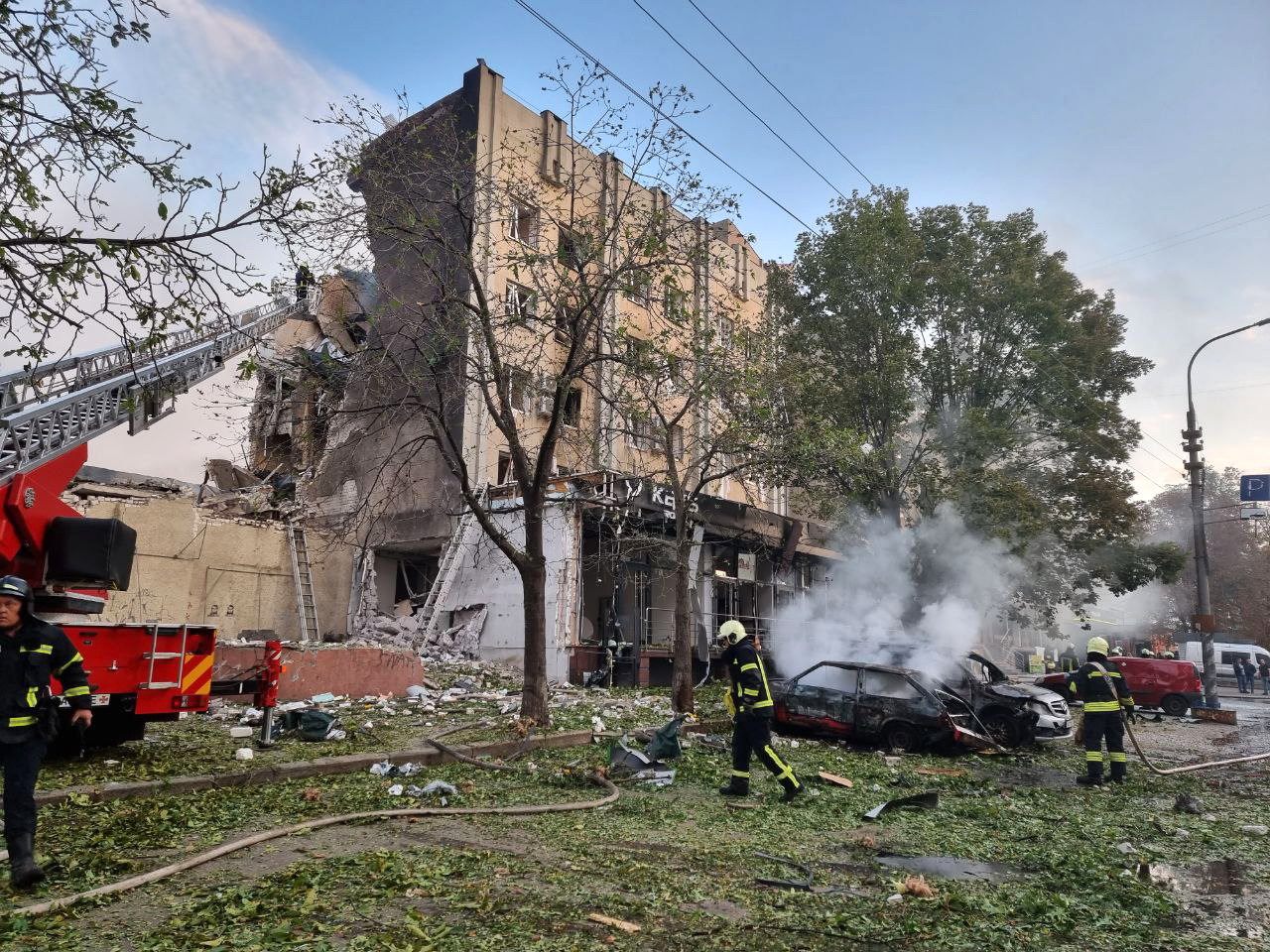
Наслідки ракетного удару по м. Черкаси 21.09.2023

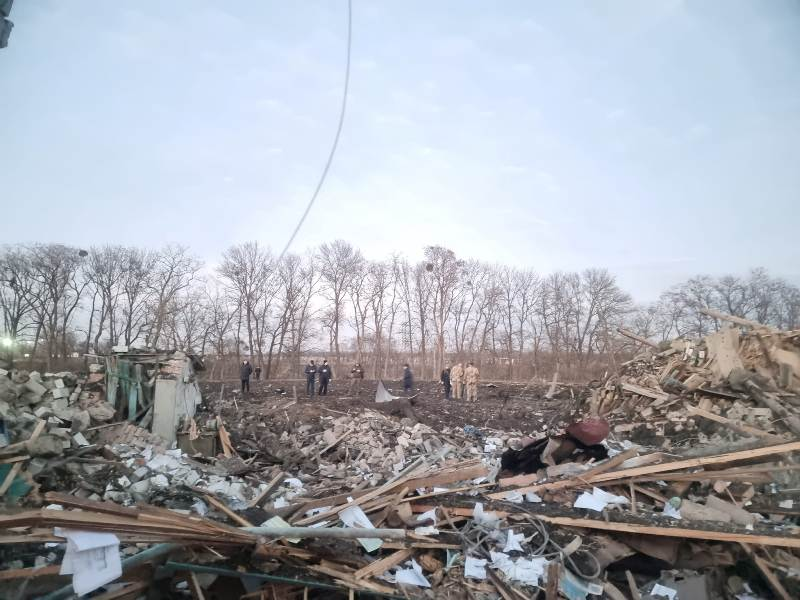
Наслідки ракетного удару по м. Сміла 29.12.2023

- 28 квітня російські війська завдали ракетного удару по Умані. Дві ракети потрапили до житлового дев'ятиповерхового будинку, внаслідок чого загинули 23 особи, у тому числі шість дітей. У Черкаській області оголошено триденну жалобу.[1]
- 9 травня, вночі, під час масованого ракетного обстрілу росією території України, дві ракети вибухнули на території Черкаської області. Одна з них — в лісовому масиві біля села Оршанец, постражданих немає; інша — біля будівлі КЗ «Черкаський обласний протитуберкульозний диспансер», в результаті чого в закладі вибто вікна.[2].
- 8 червня — у результаті російського ракетного удару по м. Умань, дві ракети влучили по промисловому об'єкту та автомийці. Потерпілими є восьмеро людей, двоє з них перебувають у тяжкому стані[3].
- 28 червня — під час нічної російської атаками дронами українськими захисниками успішно знищено два ударні дрони противника; ще два поцілили в порожнє складське приміщення в Черкаському районі. Постраждалих немає.[4]
- 21 вересня — внаслідок нічної атаки через падіння бойової частини російської ракети у м. Черкаси суттєвих руйнувань зазнав готель «Центральний»; 11 осіб отримали травми різного ступеня тяжкості.[5]
- 29 грудня — під час масованого ракетного обстрілу України в результаті влучання ракети у м. Сміла одна людина загинула, постраждало 8 осіб, пошкоджено 91 будинок.[6]

### Спортивні події
- 8 квітня — Черкаські Мавпи у сезоні 2022—2023 Української баскетбольної суперліги посіли 7-те місце.[7]
- 16 квітня — на Чемпіонаті Європи зі спортивної гімнастики Ілля Ковтун завоював «золото» на паралельних брусах та «бронзу» у вправах на перекладині[8].
- 14 червня футбольний клуб «ЛНЗ» виборов путівку до української Прем'єр-ліги на наступний сезон — у перехідних матчах команда перемогла клуб «Інгулець». Раніше команда «ЛНЗ» зайняла 3-тє місце розіграшу першої ліги сезону 2022—2023. ЛНЗ став першою командою з Черкас, яка зіграє у Вищій лізі України.[9]
- 10—11 вересня: на Іграх нескорених у Дюссельдорфі черкащанини здобули 4 нагороди: Вадим Мазніченко — бронзу у штовханні ядра в категорії IF5[10], бронзу у стрільбі з лука[11], разом із двома спортсменами — золото з командної стрільби з лука[12]; Максим Дмитраш — срібло у стрибках у довжину[13].

### Культурні події
- 15—16 липня у Холодному Яру, біля с. Мельники, відбувся VII Всеукраїнський Фестиваль нескореної нації «Холодний Яр». Головною темою заходу стало вшанування пам'яті полеглих захисників України.[14]
- 26—27 серпня у с. Моринці на Звенигородщині під гаслом «Шевченко чинить опір!» пройшов 8-й Всеукраїнський фестиваль Тараса Шевченка Ше.Fest[15].
- 30 вересня—1 жовтня — у Холодному Яру відбулися 28-і вшанування героїв Холодного Яру. Започатковано Пантеон Героїв.[16].

### Інші події
- 20 січня з Черкас до Києва вперше по завершеній електрифікованій ділянці здійснив рейс комфортабельний експрес «Hyundai Rotem».[17]
- 16 вересня — попри воєнний стан, на святкування єврейського нового року Рош га-Шана в Умань прибуло понад 32 тис. хасидів з різних країн світу[18]

## Нагороджено, відзначено

### Державні нагороди
- 23 лютого — Онопрієнко Віталій Сергійович, уродженець с. Головківка на Чигиринщині, молодший сержант ЗСУ, удостоєний звання Герой України з врученням ордена «Золота Зірка».[19]
- 6 червня — Вікторію Хамазу, кореспондентку «Суспільне Черкаси», нагороджено орденом «За заслуги» ІІІ ступеня[20].
- 27 червня — Яременко Сергій Володимирович, полковник Повітряних сил ЗСУ, уманчанин, удостоєний звання Герой України з врученням ордена «Золота Зірка»[21].
- 8 липня:
  - Лисенко Євген Вадимович, військовий льотчик, майор, уродженець с. Ротмістрівка, удостоєний звання Герой України з врученням ордена «Золота Зірка» (посмертно)[22].
  - Чабаненко Михайло Анатолійович, старший солдат ЗСУ, уродженець Катеринопільського району, удостоєний звання Герой України з врученням ордена «Золота Зірка» (посмертно)[23].
- 4 серпня — Лазаренко Ростислав Павлович, підполковник Повітряних сил ЗСУ, уманчанин, удостоєний звання Герой України з врученням ордена «Золота Зірка»[24].
- 27 вересня — почесне звання «Заслужений вчитель України» присуджено Маценко Наталії Володимирівні, учительці НВК «Загальноосвітня школа I—III ступенів № 3 — колегіум» Смілянської міської ради[25].

### Конкурси, премії
- Лауреатом Літературної премії імені Тодося Осьмачки став письменник Леонід Доценко за книгу «Мій Маніфест»[26].
- Лауреатами Всеукраїнської літературної премії імені Василя Симоненка стали: у номінації «За кращий художній твір» — Олександр Козинець (м. Київ) за збірку поезій «Ластовиння» та Ганну Кревську (Марина Кононенко) (м. Лубни Полтавської обл.) за книгу прози «Прядиво роду»[27].
- Лауреатами Всеукраїнської літературно-мистецької премії імені Івана Дробного стали: у номінації «Поезія» ‒ Олександр Діхтяренко (с. Васильків, Звенигородського району Черкаської обл.), за збірку поезій «Осіннє цвітіння»; у номінації «Проза» ‒ Неля Раіна (м. Золотоноша), за книгу «Кіт, що хотів підкорити ялинку»; у номінації «Музичне мистецтво» ‒ Наталія Саух, за цикл пісень на слова поетів Черкащини.[28]
- Маценко Наталія Володимирівна, учитель ЗОШ № 3 міста Сміли, здобула перемогу в ІІ турі Всеукраїнського конкурсу «Учитель року — 2023» в номінації «Початкова освіта»[29].

## Створено, засновано
- 15 червня — у Черкасах відкрили пам'ятний знак медику та архієпіскопу Луці Войно-Ясенецькому[30]

### Об'єкти природно-заповідного фонду
Рішенням Черкаської обласної ради протягом року створено об'єкти природно-заповідного фонду місцевого значення:
- ботанічні пам'ятки природи: Буцькові косарики, Глибочок-1, Глибочок-2, Гора Варшавка, Плескачівські первоцвіти, Степ біля села Коржова, Степова балка та Тарасівська[31];
- ландшафтний заказник «Білі Обрії»;
- парк-пам'ятка садово-паркового мистецтва Співоче поле[32].

## Померли
- 8 лютого — Карась Микола Федорович, хірург Третьої черкаської міської лікарні, заслужений лікар України.[33]
- 30 квітня — Кондратський Леонід Степанович, 87, черкаський архітектор, лауреат Національної премії ім. Т. Г. Шевченка 1984 року[34].
- 31 липня — Іващенко Віталій Вадимович, 85. Уродженець м. Сміла, поет, театральний діяч, науковець[35].
- 6 серпня — Мицик Вадим Федорович, 82, черкаський етнолог, археолог і музеєзнавець. Заслужений працівник культури України[36].
- 21 серпня — Коломієць Тамара Панасівна, 88. Уродженка м. Корсунь, поетеса та перекладач[37].
- 1 вересня — Талах Людмила Іванівна (1941—2023), артистка Черкаського академічного обласного музично-драматичного театру імені Тараса Шевченка, заслужена артистка України.[38].
- 7 листопада — Богусласький Олександр Маркович, 73, хірург Черкаської обласної лікарні, заслужений лікар України[39].
- 11 листопада — Крамар Микола Федорович, 75, український журналіст та публіцист[40].
- 25 листопада — Шаповал Володимир Никифорович, 89, голова виконкому Черкаської обласної ради, депутат Верховної Ради УРСР, народний депутат України.
- 22 грудня — Мокровольський Олександр Миколайович, 77, уродженець с. Черниші Канівського району, український перекладач, журналіст, літератор, поет та художник.[41]

### Загиблі під час російсько-української війни
- 5 січня — Свірідов Богдан Романович. Навчався у Черкаському національному університеті ім. Б. Хмельницького. Учасник АТО на сході України. Сулужив у штурмової бригади «АЗОВ». Нагороджений орденом «За мужність» III ступеня. Восени 2022 року під час виконання бойового завдання потрапив в автомобільну аварію. Декілька місяців перебував у комі й помер, не прийшовши до тями.[42]
- 18 січня — Мачульський Олександр Костянтинович, 25. Мешканець м. Сміла. Старший солдат. Загинув поблизу населеного пункту Соледар на Донеччині. Нагороджений орденом «За мужність» II ступеня (посмертно).[43]
- 23 січня — Гуреля Максим Володимирович, 36. Уродженець м. Черкаси. Солдат 80-ї ОДШБ. Помер у госпіталі м. Дніпро від отриманих поранень.[44] Нагороджений орденом «За мужність» III ступеня (посмертно).
- 24 січня — Собченко Олег Андрійович, 49. Уродженець м. Корсунь-Шевченківський. Громадський діяч, військовик, активіст Євромайдану. Учасник російсько-української війни з 2014 року. Старший солдат 72 ОМБр. Загинув у м. Вугледар Донецької області.[45]
- 29 січня — Воробйов Олександр Трохимович, 55. Громадський діяч, спортсмен та військовослужбовець. Загинув біля м. Вугледар.[46] Нагороджений орденом «За мужність» III ступеня (посмертно).
- 10 лютого — Яцун Роман Валентинович, 26, мешканець с. Моринці. Служив стрільцем у прикордонній службі. Загинув поблизу н.п. Водяне Донецької області. Нагороджений орденом «За мужність» III ступеня (посмертно)[47].
- 15 лютого — Саража Євген Володимирович, 45. Уродженець м. Сміла. Командир 21-ї резервної сотні ДУК «ПС». Загинув біля м. Лиман Донецької області. Нагороджений орденом Богдана Хмельницького ІІІ ступеня (посмертно).[48]
- 17 лютого — Пузир Денис Миколайович, 22. Уродженець с. Ватутине. Солдат 80 ОДШБр. Загинув у с. Іванівське Бахмутського району[49]. Нагороджений орденом «За мужність» III ступеня (посмертно).
- 15 березня — Лемішенко Андрій Миколайович, 45, уродженець м. Христинівка. Молодший сержант ЗСУ. Загинув у Донецькій області.[50] Повний кавалер ордену «За мужність».
- 2 квітня — Воробкало Андрій Станіславович, уродженець с. Хутори, солдат ЗСУ. Загинув у м. Бахмут[51]. Нагороджений орденом «За мужність» III ступеня (посмертно).
- 29 квітня — Мукан Володимир Сергійович, уродженець м. Черкаси, журналіст, молодший лейтенант ЗСУ. Загинув поблизу м. Бахмут[52]. Нагороджений орденом Богдана Хмельницького ІІІ ступеня (посмертно).
- 13 червня — Чорномаз Роман Богданович, 47, уродженець м. Умань, журналіст та громадський активіст. Загинув поблизу населеного пункту Курдюмівка Бахмутського району.[53]
- 24 червня — Деменев Валерій Анатолійович, уродженець с. Матусів, молодший сержант ЗСУ. Загинув біля с. Лиман Перший на Харківщині. Герой України (посмертно, 21.02.2025).[54]
- 29 червня — Горб Олег Іванович, 47, уродженець с. Лихоліти, молодший сержант ЗСУ. Загинув поблизу м. Бахмута.[55] Нагороджений орденом «За мужність» III ступеня (посмертно).
- 8 липня — Степаненко Петро Володимирович, 44, уродженець с. Озірна Звенигородського району, молодший сержант ЗСУ. Загинув поблизу с. Кліщіївка Бахмутського району. Герой України (посмертно, 21.02.2025).[56]
- 24 липня — Миронюк Сергій Сергійович, 38, мешканець Лисянки, молодший сержант 3 ОШБр. Герой України (посмертно, 5.12.2024).
- 26 липня — Верета Віталій Іванович, 53, голова Катеринопільської районної ради (2015—2020), капітан ЗСУ. Загинув біля с. Роботине Пологівського району Запорізької області.[57] Нагороджений орденом Богдана Хмельницького II ступеня (посмертно).